# میکوراجیما

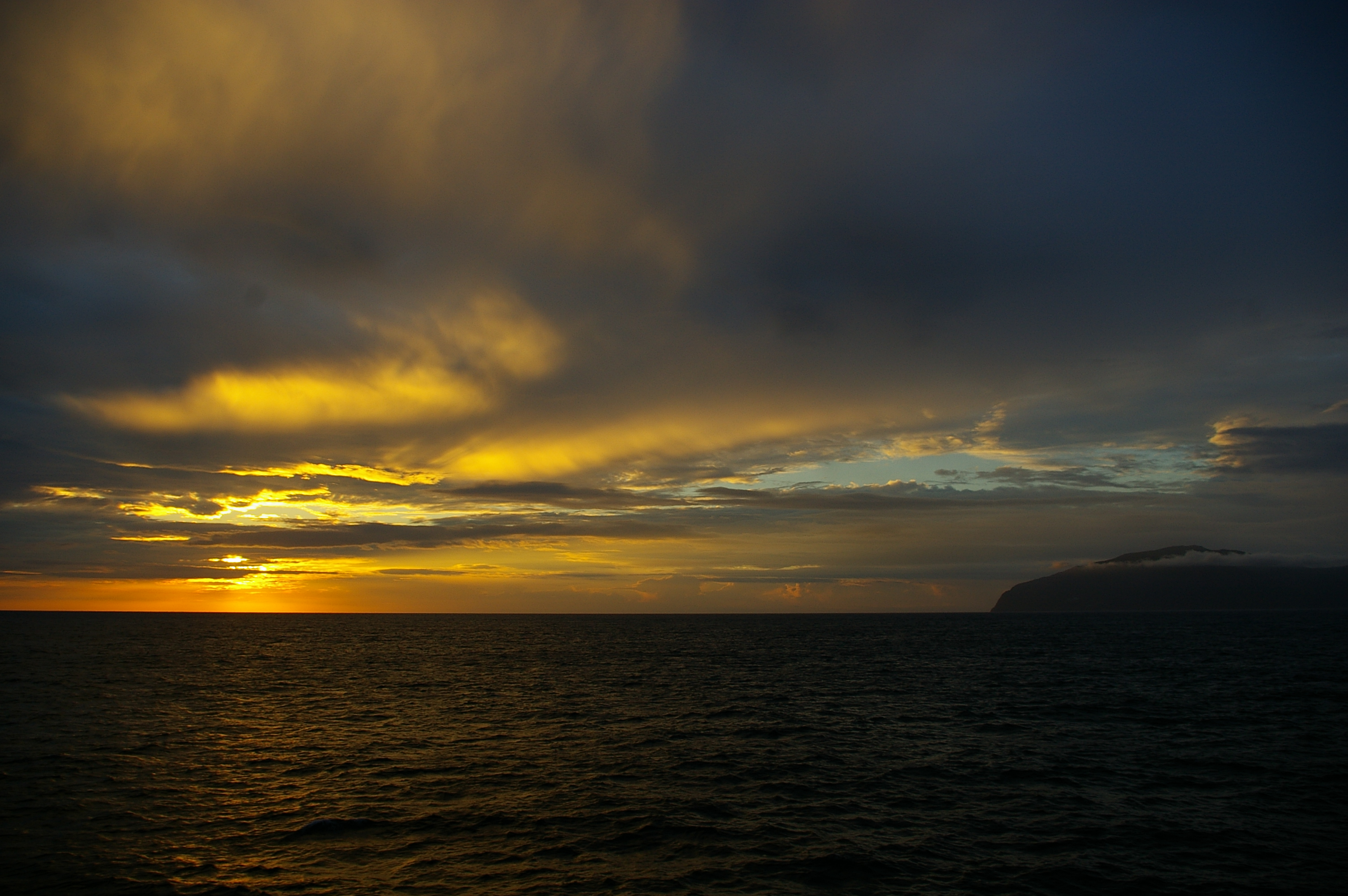
منظرهٔ طلوع خورشید در جزیرهٔ میکوراجیما.

جزیرهٔ میکوراجیما (به ژاپنی: 御蔵島 Mikurajima) یکی از جزایر ایزو است. از نظر تقسیمات کشوری این جزیره یکی از بخش‌های استان توکیو محسوب می‌شود. دیدن دلفین در آب‌های اطراف این جزیره جزء جاذبه‌های گردشگری آن محسوب می‌شود.

## دسترسی به جزیره
برای رفتن به این جزیره باید از کشتی یا قایق‌های شرکت دریایی توکائی کیسن (東海汽船) استفاده کرد. به‌طور کلی از هفت ترمینال مختلف این شرکت در شرق هونشوی ژاپن می توان به هفت جزیرهٔ سیاحتی مجمع الجزایر ایزو سفر کرد. در داخل توکیو دو ترمینال توکائی کیسن وجود دارد. ترمینال واقع در یوکوهاما بنام اوسان باشی (横浜／大さん橋ターミナル) و ترمینال دیگر در ایستگاه هاماماتسوماچی (浜松町駅) (یکی از ایستگاه‌های خط یامانُوتِه‌سن) واقع شده و تاکه شیبا ( 東京・竹芝客船ターミナル ) نام دارد. از در شمالی ایستگاه هاماماتسوماچی تا ترمینال تاکه شیبا در حدود ۷ دقیقه پیاده راه است.